# Замок Барретт
Замок Барретт (англ. Castle Barrett, Castle More) — замок Мор — один із замків Ірландії, розташований в графстві Корк, на південь від селища Меллоу, серед поля. Нині замок лежить в руїнах, збереглися лише фрагменти стін.

## Історія замку Барретт
Замок Барретт був побудований в ХІІІ столітті. Тоді замок був відомий під назвою замок Мор. У 1439 році замок захопив граф Десмонд. Родина Барретт придбала замок в XVII столітті. Родина Барретт належала до так званих «старих англійців», що переселились в Ірландію ще в ХІІ столітті. У 1168—1171 роках Вільям Барретт Кар'ю та його чотири сини брали участь в завоюванні Ірландії англо-норманськими феодалами. Барретти походять з Англії, з Пемброкширу. У XIII—XV століттях Барретти постійно воювали з непокірними ірландськими кланами, які хотіли звільнити Ірландію від англо-норманських феодалів. Але поступово «старі англійці» переймали ірландські мову і звичаї, одружувалися з дочками вождів ірландських кланів і поступово «ставали більшими ірландцями ніж самі ірландці» і виступали за незалежність Ірландії і створення самостійної ірландської держави. Барретти воювали переважно в Коннахті, що лишався незалежним ірландським королівством. Баррети були васалами феодалів де Бурго. У 1584 році Барретти захопили землі в нинішньому графстві Мейо. Сер Едмонд Баррет отримав землі баронства Ерріс і поселився в замку Дулу. До англійського завоювання землі Ерріс були відомі як землі Аррус Думдомнайлл і належали незалежним ірландським кланам. У 1641 році спалахнуло повстання за незалежність Ірландії. Над замком Барретт замайорів прапор Ірландської конфедерації. У 1645 році англійська армія Олівера Кромвеля штурмувала замок Барретт. Замок був сильно пошкоджений вогнем артилерії. У 1690 році йшла так звана якобітська (вільямітська) війна між королем католиком Яковом ІІ, що контролював Ірландію та королем протестантом Вільгельмом ІІІ Оранським. Володар замку Барретт — Джон Барретт підтримав Якова ІІ, як і всі ірландські католики. Після битви на річці Бойн ірландці-католики були розбиті, замок Барретт та землі навколо нього площею 12 000 акрів були конфісковані у власника. Замок був закинутий і перетворився на повну руїну.